# Janko Kastelic
Janko Kastelic (* 10. Januar 1969 in Ljubljana) ist ein kanadischer Dirigent und zurzeit Generalmusikdirektor des Opernhauses in Maribor, Slowenien.

## Leben und Wirken
Aufgewachsen ist er in Toronto, wo er seine musikalische Ausbildung in der renommierten St. Michael’s Choir School (vergleichbar mit den Wiener Sängerknaben) begann, mit der er als Sopran und Begleiter um die Welt reiste, wodurch er sich ein musikalischer Repertoire von Gregorianischem Gesang bis zur Musik des 20. Jahrhunderts erarbeitete. Im Western Ontario Conservatory of Music (1979–1987) gewann der die Goldmedaille für seine Darbietungen an Klavier und Orgel. Nach seinem Abschluss studierte er an der Edward Johnson Faculty of Music an der Universität Toronto Dirigieren, Komposition, Musiktheorie und Klavier.
Nach dem Studium kehrte er nach Europa zurück, erst als Gasthörer an der Musikuniversität Wien und schließlich 1992 als Korrepetitor und Assistent des Studienleiters in der Slowenischen Staatsoper Ljubljana. Nebenbei leitete er ein Barockorchester und ein Blasorchester. Nach der dritten Saison wurde er an der Pariser Oper als musikalischer Assistent engagiert und arbeitete mit bekannten Sängern und Dirigenten zusammen.

### Wiener Staatsoper
„Weil er Neues lernen wollte“, bewarb sich Janko Kastelic schließlich bei der Wiener Staatsoper und wurde 2002 als zweiter Chordirektor und Dirigent engagiert. Er leitete etwa im März 2007 die anspruchsvollen Chöre in Moses und Aron von Arnold Schönberg und dirigierte Vorstellungen von Das Traumfresserchen (Wilfried Hiller), Aladdin und die Wunderlampe (Nino Rota) oder Bastien und Bastienne (Wolfgang Amadeus Mozart).

### TU-Orchester
Neben seinem breiten Opernrepertoire hat Janko Kastelic auch Erfahrungen im Chor- und Orchesterrepertoire. Er hat Produktionen für das Klangbogen Festival in Wien und die Salzburger Festspiele vorbereitet. Von 2004 bis 2005 leitete er das Orchester der Technischen Universität Wien, mit dem er mehrere Orchesterkonzerte veranstaltete mit Konzentration auf das französische und klassische Repertoire.
Obwohl er als Dirigent hauptsächlich in Europa gearbeitet hat (Österreich, Italien, Spanien, Slowenien), hat er auch in Nordamerika dirigiert (Calgary, Edmonton, Kitchener, Toronto). Im Sommer 2008 dirigierte er Vorstellungen von Die Fledermaus von Johann Strauss im Musik Theater Schönbrunn in Wien.

### Komposition
Trotzdem seine Karriere als Dirigent vorrangig ist und er mit der musikalischen Leitung des Opernhauses Maribor vielfältige organisatorische und künstlerische Aufgaben übernommen hat, arbeitet er weiterhin als Komponist und Pianist. Neben der Tätigkeit als Begleiter und Korrepetitor ist er auch für seine Improvisationen an Orgel und Cembalo bekannt. „Als Musiker sollte man vor allem vielfältig und offen für Neues sein“, sagt er und hat etwa Musik für Film, Popfestivals oder den Papstbesuch komponiert.

### Kinder
„Für mich sind die jungen Leute die zukünftigen Liebhaber unserer Kunst, die ich ganz besonders ernst nehme“, sagt Janko Kastelic in einem Interview mit der Zeitschrift pro:log der Wiener Staatsoper. Als Dirigent der Kinderopern in der Wiener Staatsoper konnte er sich dieser Aufgabe widmen. Im September 2005 wurde er Lehrer und schließlich musikalischer Leiter der Opernschule für Kinder an der Wiener Staatsoper, wo er im Mozartjahr 2006 zusammen mit der Autorin Claudia Toman eine zwanzigminütige Miniaturoper (Der kleine Friedrich) aus Mozart-Liedern arrangierte, die im Zuge einer Matinee auf der großen Bühne aufgeführt wurde.

### Slowenisches Nationaltheater Maribor
Seit September 2008 ist Janko Kastelic Generalmusikdirektor von Oper, Symphonieorchester und Ballett des Opernhauses Maribor. Im Mai 2009 dirigierte er Carl Orffs Carmina Burana in Ljubljana und Maribor und im Opernhaus im September 2009 seine erste Premiere, Pique Dame von Pyotr Ilyich Tchaikovsky. „Mit Kastelic (…) hat Maribor einen vielfach ausgezeichneten Musiker gewonnen, der für die Oper ehrgeizige Pläne hat. Kastelic entlockte dem Orchester ein farbiges Klangbild, das intime Momente und dramatische Szenen gestaltete und den stilistischen Facetten der Oper gerecht wurde“, schreibt die Zeitschrift Das Opernglas.